# 2-я Комсомольская улица (Санкт-Петербург)
2-я Комсомо́льская улица — улица в Красносельском районе Санкт-Петербурга, в Сосновой Поляне. Начинается от Петергофского шоссе в районе дома 49 и заканчивается пересечением с проспектом Народного Ополчения у железнодорожной платформы Сосновая Поляна (платформа). До второй половины 1970-х годов направление нумерации домов на улице было противоположным (с юга на север — от железной дороги). Современное название 2-я Комсомольская улица получила в 1930-е годы.

## История
До начала застройки улица представляла собой одну из усадебных аллей поселившейся на Петергофской дороге петербургской знати. Первый дом, построенный на ней — усадьба коллежского советника П. Г. Демидова. был построен в 1760-х годах. Дом находится в створе ул. Чекистов и 2-й Комсомольской (Чекистов д. 3) в верхней части живописного английского парка, выходя одной своей стороной на пруд. Сейчас он выглядит как трёхэтажный кирпичный жилой дом. Но таким он стал только после Великой Отечественной войны, когда его реконструировали под жилые цели. Хотя, реконструкция здания сохранила его былые чёткие классические черты.
Застраиваться 2-я Комсомольская начала с конца XIX века, сначала частными деревянными домами (как дачный посёлок пригорода Петербурга-Петрограда). В послереволюционный период здесь жили дачники и работники совхоза «Пролетарский труд», чья усадьба находилась сразу за парком Сосновая Поляна. В 1938—1940 годах деревянные дачные домики сменились городскими кирпичными. Часть из них была уничтожена во время боёв Великой Отечественной войны, в том числе, возможно, и при высадке советского десанта в октябре 1941 года. В квартале 1-5 Сосновой Поляны и сейчас существуют 12 довоенных домов, находящихся между улицей Чекистов и Новобелицкой улицей (бывшей ул. Мира). На одном из них (13, корп. 1) хорошо сохранились следы пуль и снарядов. Ещё в 1970-е годы можно было встретить и частные деревянные дачные домики (их было три) с колодцем (засыпан), находившиеся на месте нынешней поликлиники № 105.

## Настоящее
В настоящее время начало улицы (квартал 1-5) застроено малоэтажными «немецкими» домами 1946—1949 годов постройки по проекту архитектора А. А. Оля. Дома представляют собой четыре своеобразных архитектурных ансамбля. В процессе реновации застроенных территорий они были внесены в список попадающих под реновацию и снос, но в марте 2012 года получили статус региональных памятников.
Между проспектом Ветеранов и проспектом Народного Ополчения застройка 2-й Комсомольской представлена «хрущёвскими» пятиэтажками, трёхэтажными домами завода «Красный треугольник» 1950-х годов постройки, так называемыми «точками» — 9-этажными одноподъездными панельными домами времён Брежнева, а также панельным (137-й серии) многоподъездным зданием.
Территориально Сосновая Поляна разделена на два муниципальных образования — округ Сосновая Поляна (северная часть) и Муниципальное образование Константиновское (южная часть).

## Интересные факты
- Улица Лётчика Пилютова, носящая имя героя Великой Отечественной войны, проходящая параллельно со 2-й Комсомольской улицей, до 1964 года носила название 1-й Комсомольской.
- В районе проспекта Ветеранов улица проходит сквозь арку жилого многоэтажного дома

## Пересечение улиц
2-я Комсомольская пересекает следующие улицы и проспекты:
- улица Чекистов;
- Новобелицкая улица;
- Добрушская улица;
- проспект Ветеранов;
- проспект Народного Ополчения.